# Шрам (фильм, 2014)
«Шрам»  (англ. The Cut) — драматический фильм режиссёра Фатиха Акина.

## Сюжет
1915 год. Армянин Назарет Манукян (Тахар Рахим), спасшийся во время геноцида армян, спустя годы случайно узнает, что его дочки-близнецы тоже, возможно, спаслись, и начинает искать их. Поиски доводят Назарета до Северной Дакоты.

## Съёмочная группа
- Режиссёр: Фатих Акин.
- Сценарий: Фатих Акин, Мардик Мартин.
- Продюсеры: Фатих Акин, Карл Баумгартнер, Рейнхард Брюндиг
- Оператор: Райнер Клаусманн.
- Художники: Аллен Старский, Фрэнк Боллингер, Чарло Далли
- Композитор: Александер Хаке.

- В ролях: Тахар Рахим, Симон Абкарян, Макрам Кхури, Хинди Зара, Кеворк Маликян, Барту Кючюкчаглаян, Трине Дюрхольм, Мориц Бляйбтрой, Акин Гази, Джордж Джорджиу, Зейн Факури, Дина Факури, Арсинэ Ханджян, Шубхам Сараф, Аревик Мартиросян, Лара Хеллер, Нуман Акар, Коркмаз Арслан, Адам Боусдукс, Ясар Четин.